# 塞內加爾獺蛤
塞內加爾獺蛤（學名：Lutraria senegalensis）是簾蛤目馬珂蛤科獺蛤屬一種在非洲西岸分佈的海洋生雙殼綱軟體動物物種。本物種的種小名以非洲西岸的國家塞內加爾命名。